# Natalia Vorozhbyt
Nataliia Vorozhbyt (em ucraniano: Наталія Анатоліївна Ворожбит) (nascido em 4 de abril de 1975 em Kiev) é uma dramaturga e roteirista ucraniana.

## Vida
Ela formou-se em 2000 no Instituto de Literatura Maxim Gorky e estudou no International Writers Program.
Juntamente com o director alemão Georg Zheno, ela fundou o Teatro dos Deslocados, onde refugiados de Donbass podem contar as suas histórias.
Ela participou nos protestos no Euromaidan em 2013. Durante esse tempo, ela também colectou inspiração para novos trabalhos. Ela colaborou com a Royal Shakespeare Company.

## Trabalhos
- The Grain Store 2009 - ISBN 9781848420458[7][6]
- Bad Roads, 2017 - ISBN 9781848427143[8][9]
- 'My Mykolaivka 2017[4]